# Wechselia
Wechselia is een monotypisch geslacht van spinnen uit de  familie van de Thomisidae (krabspinnen).

## Soort
- Wechselia steinbachi Dahl, 1907